# Amebix
Amebix est un groupe de punk britannique, originaire d'Angleterre. Il est formé en 1978 et considéré comme l'un des précurseurs du genre crust punk. Leur musique fut fortement influencée par Motörhead, ainsi que Black Sabbath et Killing Joke, avec une vision du monde anarchiste et pessimiste semblable à celle de Crass. Le groupe reste actif en studio jusqu'en 1987, mais continue toutefois à faire des tournées au début des années 1990, et jusqu'à sa séparation en 2012.
Amebix est considéré comme un groupe de proto-thrash/extrême/speed metal,. Le style d'Amebix mélange des éléments de punk hardcore et de heavy metal pour former une sorte de thrash metal. Bien que n'étant jamais réellement sorti de l'underground, le groupe aura été une influence majeure pour des groupes de post-hardcore, de grindcore, de black metal ou de thrash metal.  Des groupes majeurs et novateurs comme Sepultura, Neurosis, Napalm Death ou encore Deviated Instinct, rendront hommage à la formation.

## Biographie
Le groupe est initialement formé en 1978 par Rob Miller (surnommé le « Baron ») avec son frère Stig, Andy Billy Jug et Clive alors qu'ils étaient à l'école de Devon en 1978. Ils se surnomment au début The Band with No Name (littéralement « le groupe sans nom ») et jouent essentiellement dans leur région. Ils enregistrent une démo six titres, et Rob Miller profite de son travail de chroniqueur dans un journal local pour transmettre une cassette à Crass lors d'un concert à Plymouth. Le morceau University Challenged présent sur la démo, apparut sur la compilation Bullshit Detector, publiée par Crass Records.
Le batteur Andy Jug est remplacé par Martin dont la maison parentale à Dartmoor servi pour les répétitions. C'est à cette époque que le groupe trouva un nouveau nom : Amebix. Les parents de Martin décident de le retirer du groupe et fut envoyé à Londres où il souffrit d'une dépression et où il découvrira sa schizophrénie paranoïde. Le groupe engage ensuite Norman aux claviers, et décide de déménager à Bristol, en vivant dans plusieurs squats. Ils collaborent avec le groupe Disorder, notamment avec le guitariste Virus qui participe à leurs premiers singles. Les membres sombrèrent également dans le monde de la drogue durant ces quatre années passées à Bristol.
Alors qu'Amebix enregistre No Sanctuary aux Southern Studios, ils rencontrent Jello Biafra des Dead Kennedys qui leur proposa de rejoindre son label, Alternative Tentacles. Amebix devint le premier groupe anglais à sortir un album avec ce label en 1985 (Arise). L'album suivant, Monolith, sortira deux ans plus tard en 1987. Le groupe arrêta de produire des albums mais continue toutefois pendant un certain temps à faire des tournées, avec un dernier concert à Sarajevo peu avant l'implosion de la Yougoslavie.
Amebix se reforme vers 2008. Le 9 mars 2008, Amebix réédite son dernier album, Monolith, en téléchargement sur le site web du label Moshpit Tragedy Records. Depuis sa réunion, le groupe publie l'EP Redux. Un nouveau maxi-single, intitulé Knights of the Black Sun, est publié le 3 juin 2011, et le groupe tourne son tout premier clip. 
Sonic Mass, le troisième album, et premier du groupe en 24 ans, est publié le 23 septembre 2011 sur leur propre label, Amebix Records, et sur Easy Action Records. Ils se séparent le 28 novembre 2012. Certains membres formeront le groupe Zygote. Le chanteur Rob Miller vivra plus tard sur l'Isle of Skye et fabrique des sabres. Il fonde aussi en 2013 le groupe Tau Cross avec Michel Langevin, le batteur de Voivod.

## Discographie
- 1979 : Demo
- 1982 : Who's the Enemy (EP)
- 1983 : Winter (single)
- 1983 : No Sanctuary (EP)
- 1985 : V Zivo (album live)
- 1985 : Arise! (Alternative Tentacles)
- 1986 : No Masters (album live)
- 1987 : Monolith,
- 1987 : Right to Ride Demo
- 1994 : The Power Remains
- 2000 : Arise! +2 (Arise!, re-masterisé, avec des morceaux de Right to Ride)
- 2003 : Make Some Fucking Noise! (album live)
- 2011 : Sonic Mass